# ایاز جانی
ایاز جانی (سندی: ایاز جانی؛ ۴ اکتبر ۱۹۶۷ – ۶ ژوئن ۲۰۱۶) شاعر و روزنامه نگار اهل پاکستان بود.
اواشعارش را به زبان سندی می‌سرود. او سرودن شعر را از دوران مدرسه آغاز کرد و به عنوان یک شاعر رمانتیک شهرت یافت. او در سال ۲۰۱۶ بر اثر حمله قلبی درگذشت.